# Lake Dulverton
Lake Dulverton är en sjö i Australien. Den ligger i delstaten Tasmanien, i den sydöstra delen av landet, omkring 64 kilometer norr om delstatshuvudstaden Hobart. Lake Dulverton ligger 400 meter över havet. Arean är 2,0 kvadratkilometer. Den sträcker sig 2,2 kilometer i nord-sydlig riktning, och 1,8 kilometer i öst-västlig riktning.
Följande samhällen ligger vid Lake Dulverton:
- Oatlands (763 invånare)

Trakten runt Lake Dulverton består i huvudsak av gräsmarker. Runt Lake Dulverton är det mycket glesbefolkat, med 2 invånare per kvadratkilometer. Genomsnittlig årsnederbörd är 663 millimeter. Den regnigaste månaden är november, med i genomsnitt 80 mm nederbörd, och den torraste är februari, med 38 mm nederbörd.